# Lasioserica latens
Lasioserica latens är en skalbaggsart som beskrevs av Ahrens 2005. Lasioserica latens ingår i släktet Lasioserica och familjen Melolonthidae. Inga underarter finns listade i Catalogue of Life.